# Zunfthaus zu Waldleuten

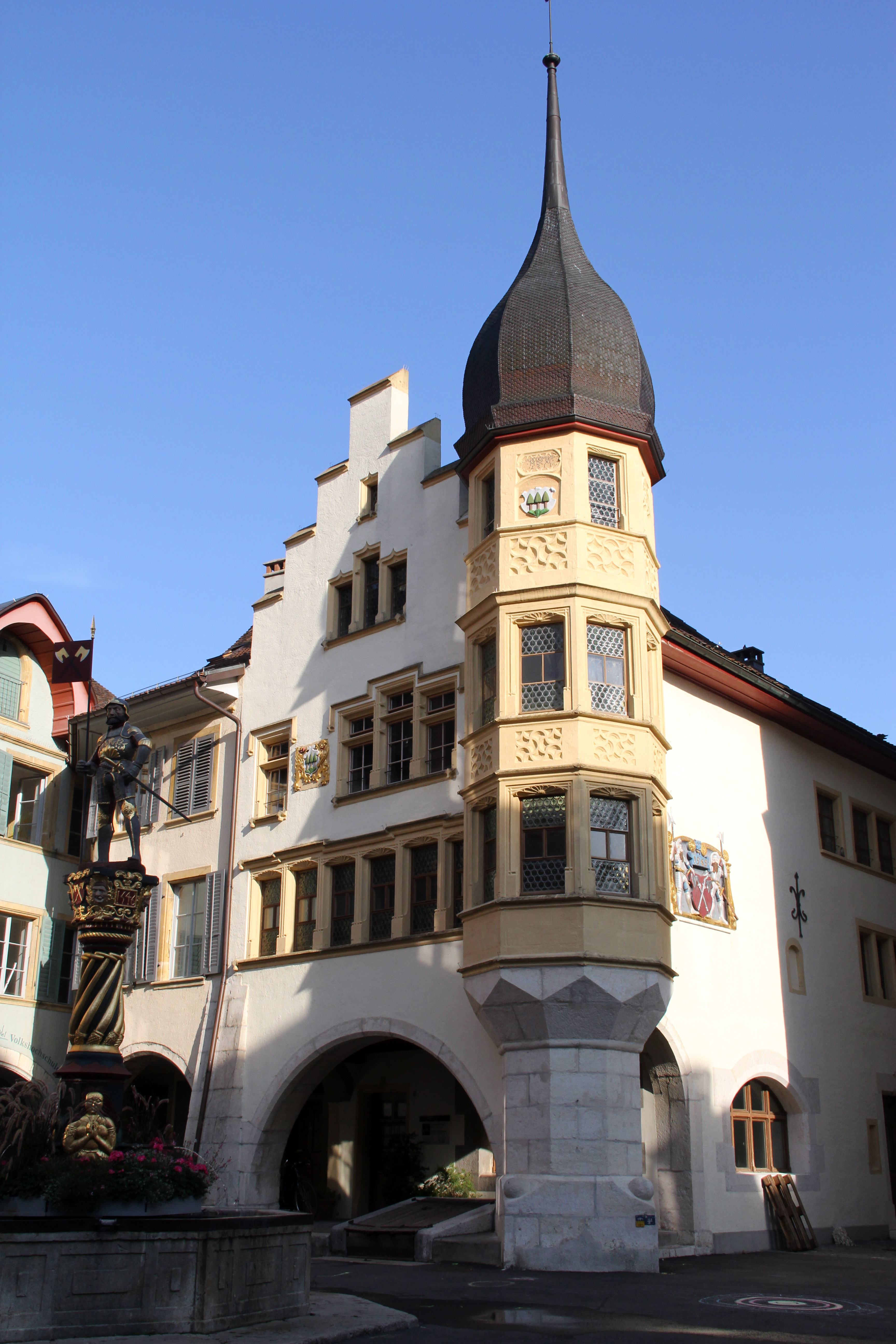
Zunfthaus zu Waldleuten (2011)

Das Zunfthaus zu Waldleuten, Ring 8 in Biel/Bienne bestand als Zunfthaus schon vor 1493 und wurde in dieser Funktion bis zum Verkauf 1732 genutzt. Es ist nach vielen Umbauten noch heute prägend für die mittelalterliche Platzanlage. Die Gebäude stehen als Kulturgut unter Denkmalschutz.

## Geschichte

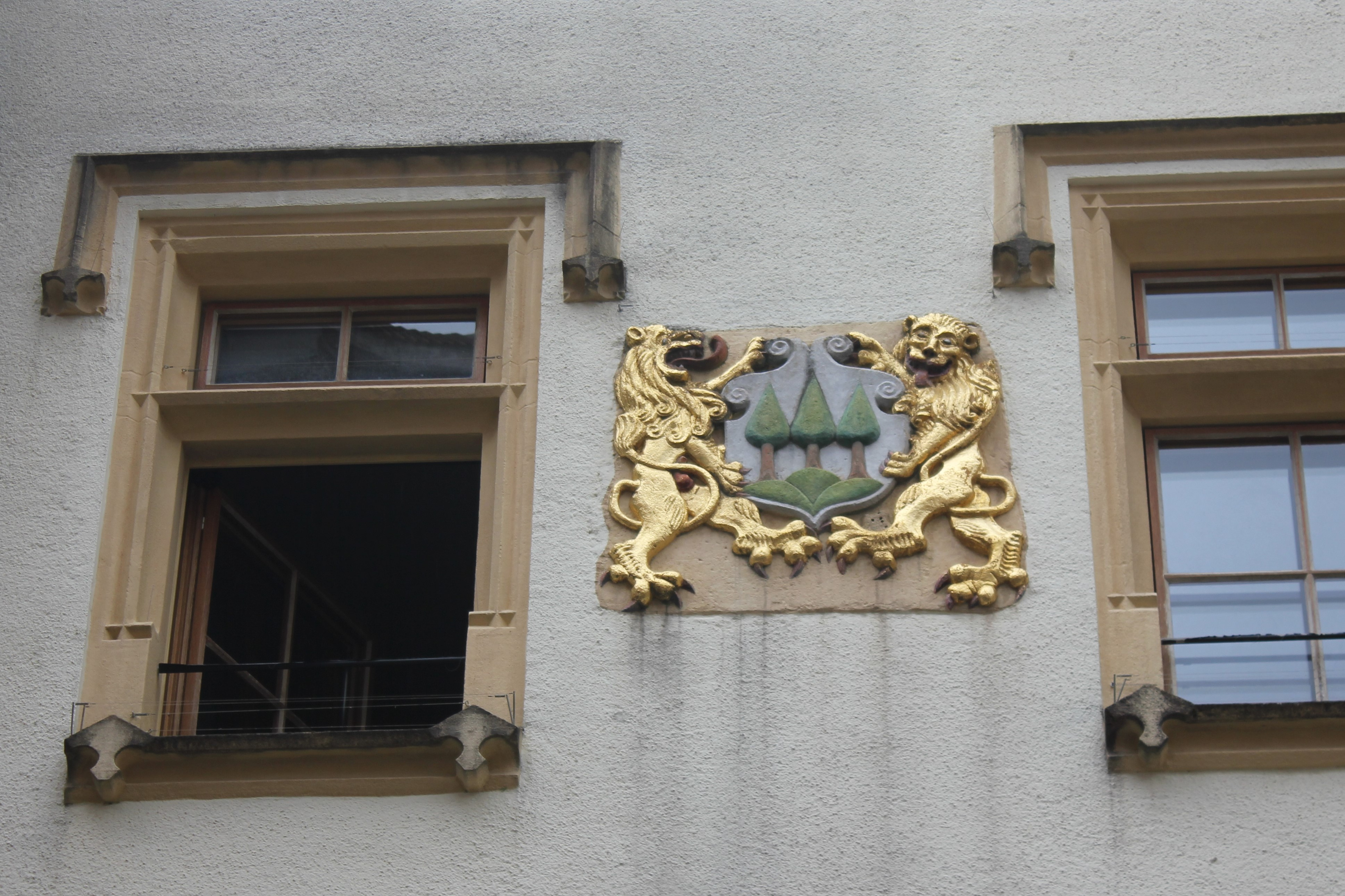
Zunftschild der Gesellschaft zu Waldwaldleuten (2022)

### Zünfte in Biel
Landwirtschaft und Rebbau sowie Handwerk und Gewerbe bestimmten im mittelalterlichen Biel das Wirtschaftsleben. Schon bei der Stadtgründung 1248 bestätigte Bischof Lüthold die von den Metzgern und Bauleuten aufgestellten Zunftordnungen. Die «Gesellschaften» oder «Zünfte» hatten neben der Steuerung und Reglementierung der Handwerke politische und militärische Funktionen. Im Krieg hatten sie die Mannschaften im Verhältnis zu ihrer Mitgliederzahl zu stellen, zu verköstigen und zu besolden (Reisgeld). In Biel bestanden vor dem Zusammenschluss verwandter Handwerkergruppen 1553 acht, danach noch sechs Zünfte:
- Die «Gesellschaft zum Wald» als Zusammenschluss der Zimmerer, Dachdecker, Spengler, Steinmetze, Maurer, Tischmacher, Glaser und Glasmaler, Schmiede, Büchsenschmiede Goldschmiede, Hafner und Ziegler, Wagner, Zinngießer, Uhrmacher und verwandter Gewerke
- «Gesellschaft zum Pfauen»: Ursprünglich zusammengesetzt aus Rittern und Edelleuten, später auch aus Hutmachern, Buchbindern, Färbern, Schneidern und Webern
- In der «Gesellschaft zur Schaal» organisierten sich Metzger und Gerber
- «Gesellschaft zu Pfistern» mit den Berufen Bäcker und Müller
- Schuhmacher und Sattler in der «Gesellschaft zu Schuhmachern»
- Die «Gesellschaft zu Rebleuten» mit den Küfnern, Weinbauern/Rebleuten und den Fischern

Die kleinen Zünfte verfügten über Vereinssäle. Die grossen Gesellschaften besassen ganze Häuser, in denen auch eine Bewirtung stattfand. Während der Zeit der Helvetischen Republik und der Mediation, als Biel zu Frankreich gehörte, wurden die Zünfte 1798 aufgelöst. Im Jahr 1815 wurden sie wieder eingeführt, hatten aber an Einfluss verloren. Als letzte Zunft in der Stadt Biel löste sich 1890 die «Gesellschaft zum Wald» auf.

### Gebäude

Fassade mit Ründe sowie Fenstern mit Fensterläden, hinter dem Bogen liegt zurückversetzt die Fassade mit Rechteckfenstern (o. J.)

Städtebauliche Einbindung (1949): In Bildmitte am Ring liegt das Zunfthaus neben der Reformierten Stadtkirche mitten in der Altstadt

Das bestehende Eckgebäude neben der Reformierten Stadtkirche auf dem «Ring», einem der bis heute bedeutenden Plätze in der Altstadt, wurde 1562/63 von Meister Michel Wumard umfangreich umgestaltet und erhielt einen Laubengang im Erdgeschoss sowie einen Erker zum Platz. Der Erker wurde im Jahr 1611 um ein Geschoss erhöht. Die Jahreszahl «MDCXI» findet sich auch auf den Zunftwappen am Erker. Das Zwiebeldach darüber soll an die Form der Bäume im Zunftwappen erinnern. An den Erkeraussenflächen wurde qualitätvolles Blendmasswerk angebracht. Auch innen ist er mit einem Sterngewölbe reichhaltig ausgestattet. Eingearbeitet wurde dort im Schlussstein das Wappen Wumards. In Gebäude befindet sich weiter ein beachtenswertes Treppenhaus. Im frühen 18. Jahrhundert war das Gebäude der Zunft zu klein geworden. Sie verkaufte es und erwarb stattdessen 1732 die «Krone» samt Beherbergungs- und Tavernenrecht. Der Verkaufsprozess für das bisherige Zunfthaus am Ring zog sich über mehrere Wochen hin. Am 22. April 1732 startete die erste Auktion. Abraham Schneider von Nidau gab ein Gebot von 900 Kronen und 5 Dublonen Trinkgeld ab. Als er weder eine Zahlung noch eine Anzahlung leistete und auch keinen Bürgen benannte, wurde 8 Tage später eine weitere Versteigerung durchgeführt. Es fand sich kein Käufer. Erst bei der dritten Auktion am 22. Mai ersteigerten Abraham Dachselhofer und seine Mutter Margareta Lambelet die Liegenschaft.
Nach dem Ankauf durch den Bäcker Ferdinand Bloesch wurde das Haus 1808 grundlegend in Anlehnung an den Barock umgestaltet. Unter einem Dach mit Ründe brachte er einen Lastenaufzug und eine Öffnung zur Einbringung der Waren an. Die Bogenfenster im Erdgeschoss wurde durch rechteckige Fenster ersetzt und die Renaissance-Fensterreihe wurde soweit geschlossen, dass drei Einzelfenster entstanden. Auch die Hälfte der Erkerfenster wurden zugemauert. Die verbliebene Fenster wurden mit Fensterläden ausgestattet.
Der Bieler Kunstverein erwarb das Gebäude im Jahr 1898, um es für Ausstellungen und als Versammlungsstätte zu nutzen. Der Architekt Emanuel Jirka Propper wurde mit der Renovierung beauftragt. Er baute viele unpassende Bauelemente zurück, nahm sich aber bei der Instandsetzung auch viele gestalterische Freiheiten. So realisierte er statt früher acht gereihten Fenstern nun eine Reihe mit sechs Fenstern. Ein Treppengiebel lässt sich für die ursprüngliche Fassade nicht nachweisen. Vielmehr dienten dem Architekten die Giebel am Rathaus und an der «Alten Krone» als Vorbild. Das frühere «Zunftschild zu Waldleuten» wurde in Leubringen beim Restaurant «Drei Tannen» wieder beschafft und in die Fassade eingepasst. Das Stadtwappen von 1565 auf der Westfassade stammt vom 1875 zurückgebauten Bieler Obertor und wurde von Michel Wumard nach einem Entwurf von Jakob Herold gefertigt. Im ersten Obergeschoss wurde ein Zunftsaal nachempfunden und neugotisch ausgestattet. Aus der Zeit des Historismus haben Täfelungen, Decken, Tapeten und andere Ausstattungen überdauert. Im 1. Obergeschoss gibt es einen Turmofen. Am 8. April 1900 feierte der Kunstverein ein grosses Einweihungsfest für sein «Kunsthaus».
Als man in den 1930er Jahren viele Häuser in der Bieler Altstadt farbig aufarbeitete, erhielt das Kunsthaus 1935 einen roten Fassadenanstrich. 1963 wurde es von der Stadt Biel erworben. Für den Verein war der Unterhalt zu aufwändig geworden. Im Jahr 1972 wurde die Fassade des Hauses noch einmal übertüncht. Die nächste grosse Instandsetzung nahm die Stadt in zwei Abschnitten 2001 und 2003 vor. Dabei orientierte man sich an den von Propper realisierten Massnahmen. Die Fassade erhielt helle Farbtöne, die sich an den Gelbtönen von Sandstein und dem Hellgrau der Hauterive-Steine orientierten. Im Zunftsaal von 1900 wurden für eine kurze Zeitspanne Trauungen durchgeführt, das Haus diente von 1995 bis 2004 als Zivilstandsamt. Seither fungieren zwei Obergeschosse als Wohnung, Erdgeschoss und 1. Obergeschoss beherbergen die Volkshochschule Biel und Lyss und im Keller gibt es eine Kindermalschule.
Das Gebäude Burggasse 19 ist ein «wichtiges Element der intakten Platzanlage» und ein «architektonisch und kulturhistorisch bedeutender Bau». Das ehemalige Zunfthaus wurde durch die Regierungsratsbeschluss «RRB 3428» vom 27. Juli 1909 und Vertrag vom 23. März 2015 geschützt sowie 2003 rechtswirksam im Bauinventar des Kantons als «schützenswert» verzeichnet. Es ist in das Schweizerische Inventar der Kulturgüter von nationaler Bedeutung (Kategorie A) eingetragen.